# Mercaderes (ort)
Mercaderes är en ort i Colombia.   Den ligger i departementet Cauca, i den sydvästra delen av landet, 500 km sydväst om huvudstaden Bogotá. Mercaderes ligger 926 meter över havet och antalet invånare är 4 684.
Terrängen runt Mercaderes är kuperad. Runt Mercaderes är det ganska glesbefolkat, med 34 invånare per kvadratkilometer. Mercaderes är det största samhället i trakten. Omgivningarna runt Mercaderes är en mosaik av jordbruksmark och naturlig växtlighet.